# Эрпелинский сельсовет
Эрпелинский сельсовет — административно-территориальная единица и муниципальное образование со статусом сельского поселения в Буйнакском районе Дагестана Российской Федерации.
Административный центр — село Эрпели.

## Население
| 2002  | 2010  | 2012  | 2013  | 2014  | 2015  | 2016  |
| ----- | ----- | ----- | ----- | ----- | ----- | ----- |
| 3567  | ↘3526 | ↗3585 | ↗3637 | ↘3636 | ↗3674 | ↗3702 |
| 2017  | 2018  | 2019  | 2020  | 2021  | 2023  | 2024  |
| ↗3743 | ↘3731 | ↗3733 | ↗3735 | ↗4598 | ↗4605 | ↗4630 |

## Состав
| № | Населённый пункт | Тип населённого пункта       | Население |
| - | ---------------- | ---------------------------- | --------- |
| 1 | Экибулак         | село                         | ↗240      |
| 2 | Эрпели           | село, административный центр | ↗4358     |